# Combate del Fuerte de Coimbra
El Combate del Fuerte de Coímbra fue un asalto de tropas paraguayas que duró del 27 al 29 de diciembre de 1864. Después de dos días de lucha, la noche del 28 al 29 los brasileños escaparon en el vapor Anhambaí.

## El Fuerte
En 1851 el armamento del fuerte fue aumentado con cuatro piezas de calibre 24 libras y algunas de calibres 9 y 6, que yacían desde 1820 en las márgenes del río Guaporé, destinadas al Real Fuerte Príncipe da Beira, de acuerdo con información del Almirante Augusto Leverger, Barão de Melgaço. Obras de reforma y de ampliación fueron ejecutadas entre 1855 y 1856.

## Acciones previas
El 26 de diciembre de 1864, el coronel don Vicente Barrios mandó ocupar las posiciones más convenientes, para sus operaciones, sobre el fuerte de Coímbra, primera fortificación brasileña sobre el Alto Paraguay, abajo de la desembocadura del Mbotetey.
Al siguiente día, el mismo coronel dirigió un parlamento al comandante de aquel fuerte, intimándole la desocupación, al cual contestó el coronel Porto Carrero, jefe del fuerte, negándose a cumplir la orden.
Las tropas paraguayas era de 3.200 hombres, armados con doce cañones rayados, una batería de treinta foguetes franceses de 24 mm, protegidos por diez embarcaciones de guerra, bajo el mando del coronel paraguayo Vicente Barrios.
Los brasileros tenían once piezas de bronce de alma lisa en batería, y otras veinte sin reparos, guarnecido por 125 oficiales y soldados de artillería a pie, reforzados por cerca de 30 guardias nacionales, media docena de prisioneros y dos decenas de indios mansos. 

## El combate

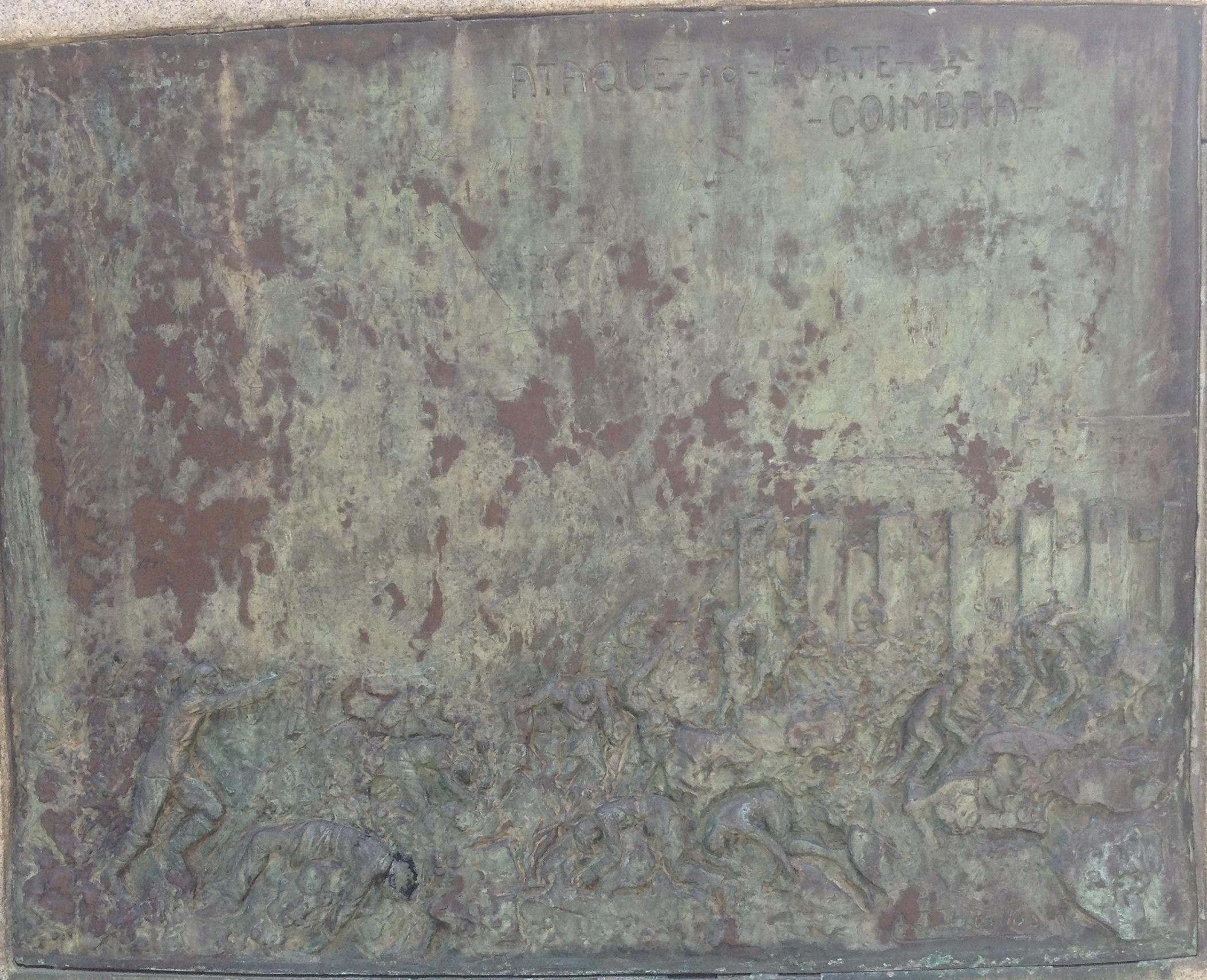
Ataque en Fort Coimbra (Monumento a los héroes de Laguna y Dourados, Río de Janeiro).

Entonces el coronel Barrios mandó hacer fuego, que fue contestado inmediatamente, sufriendo los brasileños muchos perjuicios producidos por las cañoneras paraguayas, artilladas con piezas de a 68.
El sargento mayor González se ocupaba a la vez en la apertura de varias picadas, a retaguardia del fuerte, para colocar en batería su artillería ligera, que debía apoyar el asalto sobre el murallón del fuerte brasileño.
El 28 del mismo mes, dicho mayor González dio principio al asalto, logrando treparse con sus valientes tropas de infantería sobre aquel muro trabajado con todas las precauciones de la guerra.
Sin embargo, las fuerzas paraguayas fueron rechazadas a las seis de la tarde, por los defensores del fuerte, y merced de un vapor de guerra, cuyos fuegos perjudicaban mucho al asalto.

## Abandono del Fuerte
En la misma noche del 28 de diciembre, y aprovechando la obscuridad, los brasileños abandonaron el fuerte, y fugaron en el vapor Anhambaí de que disponían, que luego sería capturado.
En vista de esto, el coronel Barrios mandó guarecer aquel punto con fuerzas de su comando, y luego siguió sus operaciones sobre Alburquerque y Corumbí, cuyos puntos también halló abandonados, por haberse refugiado sus respectivas guarniciones en la provincia de Mato Grosso del Sur.